# Skoki-Wieś
Skoki-Wieś, dawn. Skoki – część miasta Skoki, położona na północny wschód od skockiej starówki, w rejonie ulicy Rakojedzkiej. Dawniej samodzielna wieś.

## Historia
Skoki to dawny obszar dworski. 1 sierpnia 1934 wszedł w skład nowo utworzonej zbiorowej gminy Skoki w powiecie wągrowieckim w województwie poznańskim. 27 września 1934 utworzył gromadę w gminie Skoki.
Po wojnie zachował przynależność administracyjną. W związku z reformą administracyjną kraju jesienią 1954 gromadę Skoki-Wieś włączono do Skoków.